# Aleksey Alipov
Alekseï Aleksandrovitch Alipov (en russe : Алексей Александрович Алипов), né le 7 août 1975 à Moscou, est un tireur sportif russe.
En 2004, lors des Jeux d'Athènes, il obtient l'or en tir à la fosse olympique (appelé également trap). En 2008, il décroche la médaille de bronze en trap, à la suite d'un barrage face à son prédécesseur au palmarès olympique du trap hommes, Michael Diamond. Il s'était pourtant qualifié en première position pour la finale olympique. Il est récipiendaire de l'Ordre de l'Amitié depuis 2006.